# Matthias Russ
Matthias Russ (født 14. november 1983) er en tysk tidligere professionel cykelrytter, som bl.a. cyklede for det professionelle cykelhold Gerolsteiner.